# Alessandro Verde
Alessandro Verde, italijanski rimskokatoliški duhovnik in kardinal, * 27. marec 1865, Sant'Antimo, † 29. marec 1958, Rim.

## Življenjepis
31. marca 1888 je prejel duhovniško posvečenje.
27. junija 1915 je bil imenovan za tajnika Kongregacije za zakramente.
14. decembra 1925 je bil povzdignjen v kardinala in imenovan za kardinal-diakona S. Maria in Cosmedin; 16. decembra 1935 je bil povzdignjen v kardinal-duhovnika.